# Читаоничка улица (Сомбор)
| Улица Читаоничка | Улица Читаоничка               |
| ---------------- | ------------------------------ |
|                  |                                |
| Почетак          | Улица Краља Петра I            |
| Крај             | Венац војводе Живојина Мишића  |
| Дужина           | 300 m                          |
| Ширина           | 7 до 8,5 m                     |
| Створена         |                                |
| Названа          | након Првог светског рата      |
| Стари називи     | Соларски сокак ; Аџијина улица |
|                  |                                |
|                  |                                |
| Поглед на улицу  |                                |

Улица Читаоничка једна је од старијих градских улица у Сомбору. Протеже се правцем који повезује Улицу Краља Петра I и Венац Живојина Мишића. 

## Име улице
Улица се у прошлости звала Соларски сокак, затим Аџијина. После Првог светског рата добија назив Читаоничка.

## О улици
У Читаоничкој улици налази се неколицина објеката у којима су смештене фирме, услужне делатности и продавнице, на њеном почетку, а већи део чине стамбене куће у другом делу улице. Једна од кућа у овој улици је и кућа славног сомборског сликара Саве Стојкова.
Већина кућа је приземна и саграђене су током друге половине 19. или почетком 20. века.

## Суседне улице
- Улица Краља Петра I
- Венац војводе Живојина Мишића

## Читаоничком улицом

### Српска читаоница
На углу Улице Краља Петра I и Читаоничке улице налази се зграда Српске читаонице. Зграда је подигнута усред вароши на најлепшем месту, на ћошку две улице у архитектонском стилу еклектизма. Пројектант Леополд Децер и градитељ били су из Будимпеште. Спрат је намењен читаоници, а приземље за локале.
Богате фасадне декорације и стилског ентеријера, саграђена је у кратком року, за нешто више од шест месеци, од 25. маја до 13. децембра 1882. године. 
Зграда је правоугаона, ширине 10 и дужине 40 метара, површине приземља и спрата око 600 m². На равном крову према Читаоничкој улици била је летња отворена тераса, која и данас постоји, али није у функцији.
Године 2009. извршена је санација крова са новим црепом и на кровној атици обнова ћириличног натписа СРПСКА ЧИТАОНИЦА који је био црне боје. Слова су поново исписана с позлаћеном бојом, као 1882, када је објекат изграђен. 
Објекат је проглашен за културно добро од великог значаја и законом је заштићен.
мој сомбор

### Реформаторска црква
На углу Читаоничке улице и Венца војводе Живојина Мишића налази се Реформаторска црква.
Улаз и двориште је и са једне и са друге улице.
Изградња приземног здања молитвеног дома Реформатске цркве започела је 1910. године на крају десне стране некадашњег Соларског сокака или Аџијине (Читаоничке) улице, где су, прилозима верника, купљена три омања кућна плаца. На самом углу Читаоничке улице и Венца војводе Живојина Мишића, почетком педесетих година 20-ог века реформати су купили и суседни плац.
Тиме је проширен простор црквене порте, а поново је дозидан и молитвени дом, који је проширен за још три метра. Године 1954. године сазидан је и омањи торањ са звоником, висине 15 метара, чији кров стоји на 12 стубова од цигле. Уместо некадашњег зида око црквене порте, подигнута је ограда од гвоздених копаља на постаменту од цигле.
Неко време, у просторијама сомборске Реформатске цркве окупљале су се и мање верске заједнице овдашњих баптистичких и пентекостних верника. Број реформата у Сомбору се до данас константно смањивао, али ова црква и поред тога има свог пастора.

### Куће познатих Сомбораца
У Читаоничкој улици налази се кућа познатог сомборског сликара Саве Стојкова у којој је живео и стварао.

### Угоститељски објекти
У пасажу на бр. 6 налази се неколико кафића и локала.

### Особеност улице
Првих 50м који су на почетку улице представљају део пешачке зоне центра града, а други део улице је отворен за саобраћај. Због означених места за паркирање, немогућ је истовремен двосмеран саобраћај. 

## Галерија
- Табла са натписом на Реформаторској цркви
- Реформаторска црква
- Поглед на улицу